# 鈴木和夫 (多賀城市長)
鈴木 和夫（すずき かずお、1926年（大正15年）3月30日 - 2008年（平成20年）3月28日）は、昭和から平成時代の政治家。宮城県多賀城市長。多賀城市名誉市民。

## 経歴
宮城県宮城郡多賀城村（多賀城町を経て多賀城市）に生まれる。仙台工業専門学校卒業。1963年（昭和38年）5月、多賀城町議会議員に初当選し、以来連続8期、31年3ヵ月の長きにわたり町議会議員、市議会議員を歴任した。1979年（昭和54年）5月から1989年（平成元年）6月までは市議会議長を務めた。
1994年（平成6年）8月、多賀城市長に就任し、2006年（平成18年）8月まで3期12年在職した。水害対策のためのポンプ場の整備や中心市街地の整備、JR仙石線連続立体交差事業の促進などに尽力した。2008年（平成20年）3月28日死去、81歳。死没日をもって従四位に叙される。